# Гянджинский государственный университет
 Гянджинский государственный университет — государственное высшее образовательное учреждение

## История
14 апреля 1938 года в Кировабаде (Гянджа) организован двухгодичный учительский институт для подготовки учительских кадров для западной зоны Азербайджана. Выпускники учительского института получали неполное высшее образование.

Учительский институт Гянджи начал свою деятельность с 23 преподавателями и 244 студентами.

Первоначально открыто два факультета - естественных наук и физико-математический. В 1939 году открыты факультеты истории, азербайджанского языка и литературы. Факультет естественных наук был реорганизован как факультет естественных и географических наук.

1 сентября 1943 году институт был преобразован в высшее учебное заведение — Кировобадский государственный педагогический институт, и ему было присвоено имя видного азербайджанского педагога и общественного деятеля Гасанбека Зардаби. Срок обучения составил 4 года.

С тех пор институт является одним из основных образовательных центров по подготовке педагогических кадров с высшим профессиональным образованием для республики.

13 июня 2000 года указом президента Азербайджанской Республики профиль университета был расширен, и он был переименован в Гянджинский государственный университет.
4 апреля 2025 года из подчинения Министерства науки и образования Азербайджана в подчинение ВУЗа переданы Институт экологии и природных ресурсов (Гянджа), Институт биоресурсов (Гянджа), Институт аграрных проблем (Гянджа), Ботанический сад (Гянджа).

## Факультеты
- Математико-информатический факультет
- Факультет физики и технических предметов
- Химико-биологический факультет
- Филологический факультет
- Историко-географический факультет
- Факультет иностранных языков
- Педагогический факультет
- Факультет экономики и управления

## Международные отношения
В 1995 году в университете был создан отдел международных отношений. С 1995 года университет  активно участвует в образовательной программе ЕС «TEMPUS». С этой целью были приглашены профессоры университета Пикардия. Были организованы встречи с профессорами, преподавателями и студентами, ознакомление с учебными лабораториями.
Международные отношения были расширены в рамках финансируемой Европейским Союзом Программы Erasmus-Mundus «Подготовка студентов, магистров, аспирантов, докторантов, профессоров и преподавателей в европейских университетах для исследований и разработок и теоретических знаний». 
Университет сотрудничает с Карским Кавказским университетом  Турции, Департаментом культуры посольства Франции, Посольством Германии, и организацией DAAD Германии.

## Знаменитые выпускники
- Гасанзаде Нариман Алимамед оглы
- Мамедов Алтай Юсиф оглы
- Наджафзаде Гашам Мирза оглы
- Гулиев Низами Юсиф оглы
- Наджафов Наджаф Гасан оглы
- Надиров Ингилаб Адиль оглы
- Асланов Рамиз Муталим оглы
- Ахмедов Гусейн Мустафа оглы
- Гасанов Муталим Салех оглы
- Джабиев Кафар Джаббар оглы